# فریدریش آرنولد بروک‌هاوس

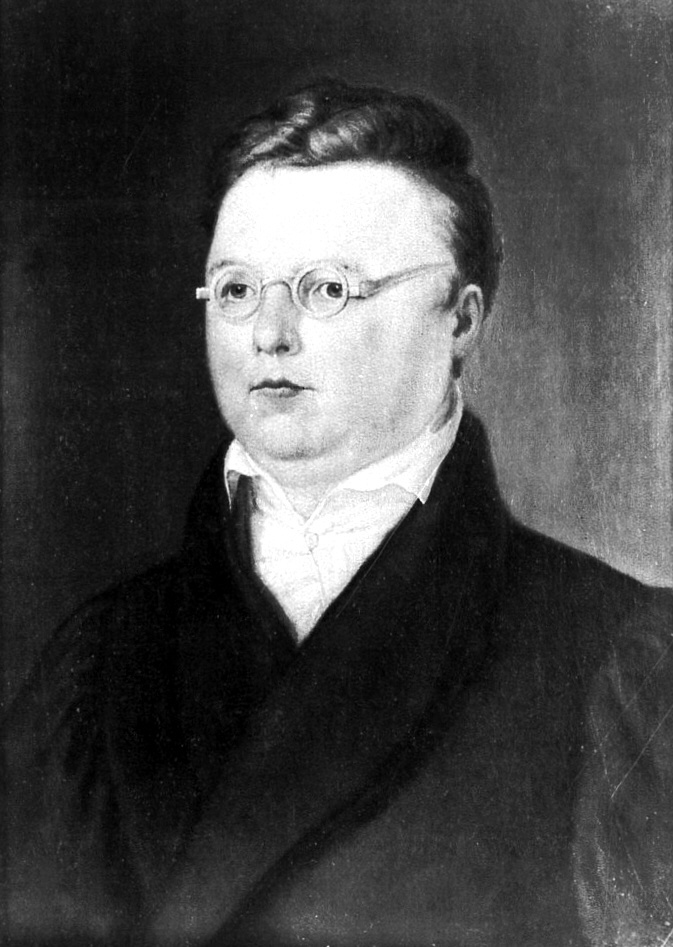
فریدریش آرنولد بروک‌هاوس

فریدریش آرنولد بروک‌هاوس (به آلمانی: Friedrich Arnold Brockhaus) (زادهٔ ۴ مهٔ ۱۷۷۲ در دورتموند، آلمان - درگذشتهٔ ۲۰ اوت ۱۸۳۲ در لایپزیگ، آلمان) از پیشگامان نشر دانشنامه در قرن نوزدهم، در سال ۱۸۰۵ در بنگاه انتشاراتی خود واقع در آمستردام، دانش‌نامهٔ اولِ خود را منتشر کرد. او در سال ۱۸۰۸، در نمایشگاه کتاب لایپزیگ، حق چاپ دانش‌نامهٔ بزرگ ولی هنوز ناقصی به نام «فرهنگ محاورهٔ لوبل و فرانک» (Löbel und Franke als Conversations-Lexikon) را خریداری کرد و از این راه بنگاه نشر پربار و بسیار موفق «بروک‌هاوس» را به راه انداخت. بروک‌هاوس در سال ۱۸۱۱ به شهر آلتنبورگ در تورینگن نقل مکان کرد. این بنگاه نشر اکنون متعلق به شرکت برتلسمان است و پایگاه آن در شهر مانهایم آلمان قرار دارد.
سیارکِ ۲۷۷۶۵ (بروک‌هاوس) (27765 Brockhaus)، که در ۱۰ سپتامبر ۱۹۹۱ کشف شد، به افتخار فریدریش آرنولد بروک‌هاوس، به نام او نامیده شده‌است.